# 12440 Koshigayaboshi
12440 Koshigayaboshi (tên chỉ định: 1996 CF3) là một tiểu hành tinh vành đai chính. Nó được phát hiện bởi Kin Endate và Kazuro Watanabe ở Đài thiên văn Kitami ở Hokkaidō, Nhật Bản, ngày 11 tháng 2 năm 1996. Nó được đặt theo tên thành phố thuộc Koshigaya, tỉnh Saitama, Nhật Bản.